# Tomo Čiković
Tomo Čiković (Koprivnica 1896. – Koprivnica, 1981. ), gradonačelnik Koprivnice, političar i ministar. 
Dugo godina je bio predsjednik koprivničke gradske (mjesne) organizacije HSS-a (od 1923. ) i tajnik kotarske organizacije HSS-a (od 1938. ). Aktivan je u društvenom životu Koprivnice (npr. član odbora Hrvatskog pjevačkog društva "Podravac"). Prije i nakon drugog svjetskog rata je bio na čelu grada Koprivnice kao prvi čovjek gradske uprave (gradonačelnik). U vrijeme drugog svjetskog rata pristupio je antifašističkoj borbi. Bio je predsjednik gradskog NOO Koprivnica i okružnog NOO Bjelovar. Postaje vijećnik i član šireg vodstva ZAVNOH-a. Bio je član AVNOJ-a na trećem zasjedanju. Nakon drugog svjetskog rata je ministar poljoprivrede i šumarstva u hrvatskoj vladi formiranoj 14. travnja 1945. godine u Splitu. Bio je zastupnik u Hrvatskom saboru i jugoslavenskoj saveznoj skupštini (potpredsjednik zakonodavnog odbora). Umirovljen je 1954. godine.